# ネド・ブロック

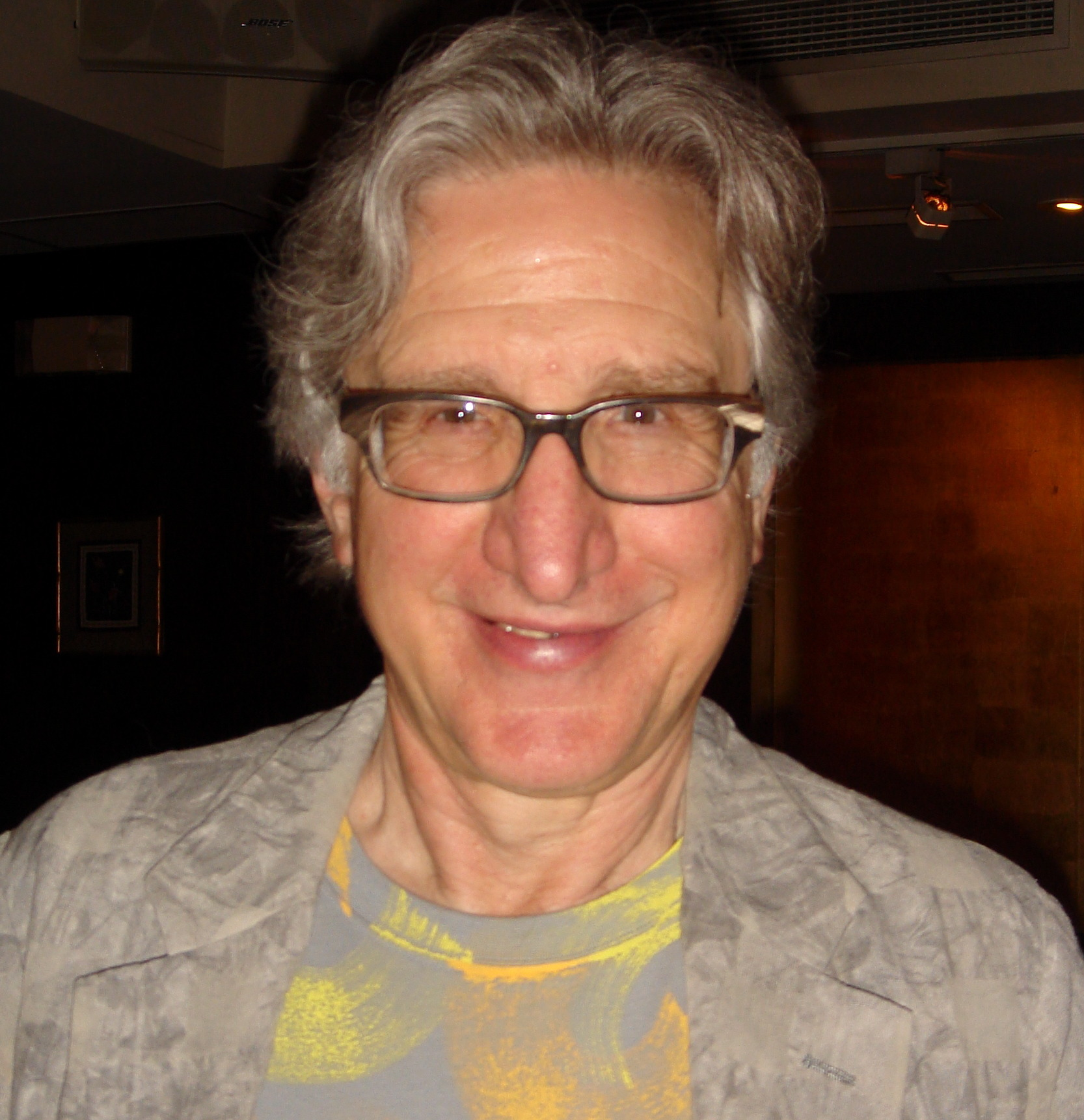
ネド・ブロック。2008年に台湾で開催された意識研究の学会（ASSC12）にて撮影。

ネド・ブロック（Ned Block、1942年 - ）は心の哲学、意識、認知科学(認知心理学、神経科学)の基礎論、知覚の哲学などを専門とする哲学者である。意識および認知科学に関して重要な寄与を行っている。長年にわたってマサチューセッツ工科大学 (MIT)で教鞭をとり、現在はニューヨーク大学 (NYU)のシルバー教授であり、哲学科、心理学科、神経科学科で教えている。ブロックの哲学理論を神経科学者や心理学者が検証し、それに基づいてさらに理論構築を行うなど、哲学者の中でもとりわけ科学者と有機的関係を構築している哲学者である。

## 経歴
1964年にマサチューセッツ工科大学（MIT）で物理学と人文科学の学士号を取得。最初の人文科学の教師はヒューバート・ドレイファスだった。ジェリー・フォーダーやヒラリー・パトナムの影響で哲学に転向。1971年にヒラリー・パトナムのもと、ハーバード大学にて博士号（PhD）取得。学生時代にはマルコムXとも連絡を取り合った。マサチューセッツ工科大学（MIT）で助教授（1971-1977）、准教授（1977-1983）、教授（1983-1996）、哲学科チェアー（1989-1995）を務めた。この間MITの哲学科を全米でもトップレベルに育て上げた。1996年以降はニューヨーク大学 (NYU)の哲学科、心理学科、神経科学科で教えている。哲学の大学院のランク付けを行うグルメ・リポートによると2021年-2022年NYUの哲学科は全米一位、および英語圏一位。また2024年のQS World University RankingsはNYUの哲学科を世界ランキング一位に認定している。
ブロックは2013年にジャン・ニコ賞を受賞している。また2012年にはハーバード大学でウイリアム・ジェームズ・レクチャーを、2013年にはオックスフォード大学でジョン・ロック・レクチャーを行っている。
ブロックは過去に哲学および心理学学会の会長を務め2004年にはアメリカ芸術科学アカデミーのフェローに選ばれている。
ブロックはチューリング・テストによってコンピュータープログラムの人間らしさを競うローブナー賞の審査員をつとめている。
ハーバード大学教授で発達心理学者スーザン・ケアリー（Susan Carey）と結婚している。 

## 思想
ブロックは1978年の「機能主義のトラブル」（Troubles with functionalism）と題された論文における思考実験で心の機能主義のを指摘した。ブロックは人間とおなじ機能状態を有するシステムだからといって、それに意識があるとは必ずしもいえない、と論じる。また「心理学主義と行動科学主義」（Psychologism and Behaviourism）と題された1981年の論文で知性テストとしてのチューリング・テストに対してブロックヘッドとよばれる反論を提示したことで知られている。
ブロックは意識に関して現象意識（英: phenomenal consciousness）とアクセス意識もしくは認知的アクセス（英: access consciousness; cognitive access）を区別しており、前者は主として主観的経験と感覚を、後者は認知システムが推論・発話・高レベルの行動形成を行う際に、システム上の広い範囲で利用可能な情報のことを、それぞれ指す。ジョージ・スパーリングらの心理学実験に依拠し、現象意識は視覚野に存在し、アクセス意識はワーキングメモリに存在し、その間には情報のオーバーフローが存在し、アクセス意識と現象意識は必ずしも重なるとは限らないとブロックは主張している。

## 職歴
1. 哲学及び心理学教授ニューヨーク大学 (NYU)  1996 - 現在
2. 哲学プログラム主任マサチューセッツ工科大学 (MIT) - ?- 1996年
3. 米国芸術科学アカデミー（American Academy of Arts and Sciences）フェロー
4. グッゲンハイム・フェロー
5. 言語情報学研究所シニア・フェロー
6. スローン財団フェロー
7. American Council of Learned Societiesのフェローシップ受け入れ人
8. 米国科学財団のフェローシップ受け入れ人
9. 哲学心理学学会元会長
10. MIT出版の認知科学評議会元主任
11. 国際意識科学会（Association for the Scientific Study of Consciousness）元会長
12. The Nature of Consciousness: Philosophical Debates (MIT Press, 1997)共同編集人